# El Cirián
El Cirián är en ort i Mexiko.   Den ligger i kommunen Jungapeo och delstaten Michoacán de Ocampo, i den södra delen av landet, 140 km väster om huvudstaden Mexico City. El Cirián ligger 1 252 meter över havet och antalet invånare är 239.
Terrängen runt El Cirián är huvudsakligen kuperad, men västerut är den bergig. El Cirián ligger nere i en dal. Runt El Cirián är det tätbefolkat, med 257 invånare per kvadratkilometer. Närmaste större samhälle är Heróica Zitácuaro, 15,1 km öster om El Cirián. I omgivningarna runt El Cirián växer huvudsakligen savannskog.